# 学年章
学年章（がくねんしょう）とは、その生徒の所属学年を表示するために、生徒がその制服に着用する徽章のこと。

## 概説
学年だけでなく、徽章により所属クラスを表示させることもある。これは、クラス章もしくは学年組章等と呼ばれる。学校の制服には、通常校章を、襟ないし胸ポケットに着装するが、学年章やクラス章は、それに加えて、あるいは校章に代わって制服につけ、所属学校だけでなく、所属学年やクラスを生徒ごとに表示させるものである。これが使用されるのは主に中学と高等学校であるが、一部の私立小学校や、防衛大学校のように規律の厳しい高等教育機関でも採用されている。

## 歴史
元々、学年章は、軍装の階級章・部隊章にヒントを得て学校教育の中に導入されたもので、戦前の旧制中学校や師範学校では、ほとんどの学校で、制服の詰襟の左右に、所属学年・組・ないし文理の科別などを大きな白または金色の襟文字バッジで生徒に表示させていた。戦後の学制改革と混乱期を通じ、多くの学校でこれが消滅した（例：東京都立日比谷高等学校）が、今日まで、学校ごとに異なる様々の形でその伝統が生き延び、学校のアイデンティティの一部を構成している。

## 表示の形式
学年や組を制服に可視的に表示させる形式として、次のようなものがある。
1. 襟文字の、学年・組が分離式のバッジ：　最歴史的な原形をとどめる学年章・組章のスタイルである。今日でも、旧制中学の伝統をもつ高校の一部に、このスタイルがみられる。襟文字の組章とセットで装着される場合（例：福岡県立小倉高等学校）も、学年章のみ単独で用いられる場合もある（事例多数）。しかし、大きく目立つ算用数字やローマ数字の襟文字で所属学年ないしはクラスを不特定多数の公衆にさらすことには、生徒の個人情報保護の観点から問題がありうる。この変種として、Freshman, Junior, Seniorという英単語の頭文字の文字バッジをつけさせる方式や袖のボタンの数で学年を可視的に表示させる例もある。
2. 学年・組をセットで1個に表示させるようにしたバッジ：個人情報の過度な露出を避ける等の理由から、文字のフォントサイズを小さくし、1個のバッジに「I-A」のように学年・組を表示させるようにしたバッジが、全国の公立中学校を中心に、広く装着を義務付けられている。県立・私立高等学校でも、この型のバッジの装着を義務付け、生徒各人に所属学年だけでなくクラスも表示させている学校がある（例：千葉県立匝瑳高等学校）。バッジの地色は一般に紺で、その上に白文字で学年・組を表示する。学校によっては数字を遠くから読みにくいデザインにして個人情報を保護する事例、学年ごとに地色を色分けし、所属学年の視認性を高めている事例などの変種もある。また、襟文字バッジは、友人や先輩などとバッジを交換することにより容易に自分の所属しない学年・組を詐称できる。これを防止するため、刺繍した学年・組の襟文字を詰襟に縫い付けさせる校則の学校がある（例：私立開成中学校）。山梨県の中学校では、学年・組と生徒の名前とを一体に刺繍した布を胸に装着させるケースが多く見られる。
3. 学年を色分けで表示させたバッジ：　これは、色が象徴する意味を知らない限り、不特定多数の公衆には所属学年が分からないので、生徒の個人情報保護により配慮した学年章の形式といえる。色分けの学年章を校章とは別に装着させるケース（例：香川県立高松高等学校）もあるし、校章そのものの中に学年色を導入して、1つのバッジで済ませたり、校章の下に学年色の布地を付けさせたりするケース（例：かつての東京都立目黒高等学校）もある。また、色分けの仕方も、学年ごとに固定する方式（例：富山県立富山中部高等学校）と、赤・緑・青の3種類（色の組み合わせは学校により異なる）の持ち上がりで、校章バッジの色を3年ローテーションで使い回す移動式がある。前者の学年固定式の場合、生徒は、毎年校章バッジを買い替えることになる。移動式の場合は、バッジ買い換えの必要が無く、毎年色が意味する学年が変わることになるから、生徒を保護する度合いがより高いが、自分の嫌いな色に当たった生徒は、3年間それと付き合わねばならないので苦痛であろう。なお、バッジではなく、ブレザー型制服やセーラー服につけるネクタイを学年色にしたり、また学年色の上履きを構内で履用させたりして学年の識別を行う学校もある。このような学年色式で所属クラスをも表示させる場合、クラス名のみを襟文字バッジ表示で補うことがある（例：洛南高等学校）。

## 学年章などの装着位置
詰襟の制服を着用する場合にあって、学年章がない学校においては、一般に、校章を自分から見て左（つまり向かって右）の襟に装着する。しかし、学年章・クラス章を装着する学校では、校章の位置が逆となる場合が多い。すなわち、校章を自分から見て右（つまり向かって左）に装着し、学年章などを自分から見て左（つまり向かって右）に付ける（もちろん、例外は存在する）。これは、住所の表記などと同じく、より上位のカテゴリ（この場合は、所属学校ないしは中高の別）を向かって左に置き、右に行くに従い下位のカテゴリとなるという慣習に則ったものである。これにより、中高一貫校では、例えば「高I」というように直感的に分かる表示が襟になされることになる。

## 学年章・クラス章の教育的効果
制服や校章は、生徒管理の手段であると同時に、自分が学ぶ学校への主体的アイデンティティや帰属心を生む効果もある。学年章・クラス章についても、生徒管理の手段であると同時に、生徒が自己の所属学年に主体的アイデンティティや生徒間の連帯感を育むという積極的意義がある。例えば、4月の進級を前に襟のバッジを「II」を「III」に付け替える行為は、「今年は受験だ、3年生の自覚を持って頑張ろう！」といった意識を生徒に強めさせることに繋がろう。また、友人と同じ学年章を付けて3年間過ごした生徒たちは、卒業後も、「第xx期生」としての仲間意識を持ち易くなるであろう。クラス章は、同じクラスの全員が同一のクラス章を装着するのであるから、クラスの連帯感を強める方向に作用する。
ただ、生徒が学年章を付けることにより、学年の差異が可視的となるので、生徒の間には、先輩・後輩の縦の序列が生まれやすくなる。自分より上の学年章を付けている生徒を見た場合は会釈するようにと指導している学校もあった。生徒管理上の観点からみると、生徒に学年章やクラス章を装着させていれば、教師や事務職員が生徒を校内で識別するのに便利である。とくに襟文字バッジは、校外で生徒が万引などの非行行為を働いた場合、被疑者の生徒を一般市民にも特定しやすい。 なお、公立中学校で制服への縫い付けがしばしば義務付けられる 名札には、この点についてさらに強い管理効果が認められる。

## 夏季略装・女子制服と襟文字式学年章
元々襟文字式の学年章は、軍装にヒントを得たものであるから、男子の詰襟制服に装着することが前提されており、それ以外の型の服には必ずしも良く調和しない。このため、夏服で詰襟を着用しない季節には、冬季と異なった学年章の装着方法が校則で規定される。
1. 夏服の胸にフェルトの台布を装着、そこに校章と学年章・クラス章をつける。
2. 夏服の胸に、刺繍文字の学年・組を縫い付けて表示する。
3. 夏季は、襟文字式の学年章に替わり、学年色の校章をワイシャツに縫い付けさせる。
4. 単純に、夏季は学年章・クラス章の装着を免除する（したがって、夏季は個々の生徒の所属学年・クラスがわからなくなる）

女子の制服についても、さまざまの工夫がなされている。
1. 襟文字ではなく、学年別に松竹梅のバッジを付けさせる（例：秋田県立秋田北高等学校）。
2. セーラー服の肩章の線の数で学年を表示させる。
3. スーツ型女子通学服の胸ポケットなどに台布を装着させ、そこに校章と学年章・クラス章を付けさせる。
4. 女子については、襟文字バッジではなく、女子専用につくられた学年色入り校章バッジを装着させる（例：千葉県立安房高等学校）。
5. 女子には、学年章の装着自体を免除する（例：青森県立八戸高等学校）。

## 学年章・クラス章の地域性
公立中学校においては、学年章・クラス章の装着規定が全国に広く分布している。
しかし、高等学校では、校則で文字表示の学年章・クラス章の装着を義務付けている学校に、かなり地域的特性がある。文字式の学年（およびクラス章）装着義務のある高校は、北東北、東海、中国、四国、九州などに比較的多い。とくに、北東北には、襟文字の学年・組分離式クラス章装着を規定している高校が多く存在する。北海道、南東北、関東、甲信越、北陸、近畿地区の公立高校では、襟文字式学年章の装着規定が比較的少ない。むろん例外は存在し、関東では、千葉県や栃木県立の高校で襟文字式学年章装着が多く義務付けられている。関西で１は、 カトリックが設立主体の規律が厳しい学校で、襟文字の学年章着用が義務付けられている。たとえば、洛星、六甲、愛光、大阪星光学院などで、生徒は襟文字の学年章を詰襟に着装するという校則が存在する。
韓国では、1984年に学校の制服（男子は詰襟学生服）が日本植民地主義の残滓として全面的に廃止されるまで、多くの学校で生徒に日本と同じ白い襟文字式（ローマ数字）学年章装着を義務付けていた。その後、服装自由化に様々の問題が生じ、多くの学校でモデルチェンジの上再び制服が導入されたが、学年章は復活していない。

## 最近の傾向
最近、個人情報保護の流れの中で、襟文字の学年章・クラス章を制定していた中学校・高校の中に、制服自由化やモデルチェンジという機会をとらえて、これを廃止したり、襟文字式を学年色式に変更したりする例が多く存在する。
例えば、秋田県立秋田高等学校では、着装が自由化（制服は存続）されたとき、襟文字の学年章・クラス章が廃止された。現在、同校では多くの生徒が制服を自主的に着用しているが、学年章・クラス章をつけている生徒はほとんどいない。千葉県立千葉高等学校では、生徒が襟文字の学年・組章を自主的に付けないようになり、一時期事実上消滅しかかった。その後同高では、附属中学設置を契機として、学年・組章装着の指導が強化されるようになったが、依然としておよそ半数の生徒がこれを装着していない。
しかし一方、学年章・クラス章の装着義務を校則で規定していない学校でも、多くの場合、生徒個人の主体的意思により学年章・組章を通学服に装着することを禁止しているわけではない。襟文字式の学年章・組章は汎用品なので、近年バッジ製造会社がこれをネットで通販し、誰でも買えるようになった。そこで、学年章などの装着義務が校則で規定されていない学校、校則としては廃止された学校、私服校においても、学年章・組章の積極的意義を認識して、自主的に学年章やクラス章を装着し通学する生徒の存在も認められる。